# Boom Boom Back
「Boom Boom Back」（ブンブンバック）は、BE:FIRSTの楽曲。配信限定シングルとして、2023年2月13日にB-MEよりリリースされた。

## 概要
2023年第1弾楽曲であり、音楽配信のみでのリリース。楽曲の制作には、アメリカで活躍するDJ、トラックメイカーのGrant Boutin、Luke Shipstadや、韓国・アジアのアーティストに楽曲提供をしているソングライターのWillJay、3onawavなどが参加している。
楽曲は、貪欲にそして誠実にさらなる高みを目指していく決意を歌ったHIP HOPダンスナンバーであり、90's フレイバーや2000年代ティーンズビートなどがミックスされている。ダンスの振り付けはアルバム「BE:1」収録の「Milli-Billi」も担当したKAITAに加え、KAZ the FIREが担当している。楽曲のダンスチャレンジ「#BBBチャレンジ」は「TikTok上半期トレンド大賞2023」チャレンジ部門にノミネートされた。
2月20日、同年4月26日発売のCDシングル「Smaile Again」にカップリングとして楽曲が収録されることが発表された。同作のリリースをもって楽曲がCDリリースされた。

## リリース
2023年1月26日、2023年第1弾配信シングルとして楽曲が2月13日にリリースされることが発表された。同時にTikTokとInstagramにおいて先行配信が開始された他、YouTubeでは楽曲のティザー映像も公開された。ティザー映像の再生回数はリリース前日までに100万回を突破している。
2月13日、楽曲がリリースされ、楽曲のミュージック・ビデオが公開された。また、ビデオ公開直前にはTikTok、Instagram、YouTubeでの生配信も行われた。

## ミュージック・ビデオ
リリース日の2月13日20時にYouTubeにて公開された。2000年代の渋谷が舞台となり、メンバーが遊び回る様子や楽曲のダンスパフォーマンスが映像になっている。監督は柿本ケンサク、餌取志保、稲垣理美の3名が務めた。ミュージック・ビデオは公開2日で200万回再生を突破した。2月18日にはミュージック・ビデオのメイキング映像が公開されている。
2月15日、楽曲のダンスパフォーマンス映像が公開された。ミュージック・ビデオと同じスタジオで撮影されている。
2月16日には、全国ツアー「BE:FIRST 1st One Man Tour "BE:1" 2022-2023」国立代々木競技場 第一体育館公演にてサプライズ披露した模様がライブビデオとして公開された。
3月6日、楽曲のダンスプラクティス映像が公開された。
6月10日、同年3月に千葉・幕張メッセにて行われた『D.U.N.K. Showcase』でのパフォーマンス映像が公開された。全長70ｍの巨大LEDをバックにした大型ステージでのパフォーマンスとなっている。

## チャート成績
Billboard JAPANチャートには、2023年2月22日公開（集計期間：2023年2月13日〜2月19日）チャートで初登場。前作「Scream」よりもポイントを伸ばし、ラジオ、ダウンロード、動画再生の3指標で1位をマーク、総合チャート「Hot 100」首位を初登場で獲得した。ストリーミングチャート・「Streaming Songs」では同週に944万回再生を記録し、Official髭男dism「Subtitle」に続いて2位にランクインした。
2023年3月15日公開（集計期間：2023年3月6日〜3月12日）のBillboard Japan TikTok Weekly Top 20では、チャートイン2週目で1位を獲得した。
2023年8月15日、TikTokでの総再生回数が5億回を突破したことが発表された。
2024年4月11日、全世界での楽曲のストリーミング再生回数が1億回を突破したことが発表された。

## テレビ披露
2023年3月6日、日本テレビ系列の情報番組・『スッキリ』に登場し、楽曲をテレビ初披露した。3月18日にはNHKで放送された
『Venue101』で楽曲が披露された。
12月22日、テレビ朝日系放送の『ミュージックステーションSUPER LIVE 2023』において楽曲が披露された。
12月31日に開催された『第74回NHK紅白歌合戦』では、背後のモニターに渋谷の映像を映し出しながら、本楽曲がスペシャルパフォーマンスで披露された。
| 番組名                                  | 日付           | 放送局     | 演奏曲         | 出典   |
| --------------------------------------- | -------------- | ---------- | -------------- | ------ |
| スッキリ                                | 2023年3月6日   | 日本テレビ | Boom Boom Back | [ 17 ] |
| Venue101                                | 2023年3月18日  | NHK        | Boom Boom Back | [ 24 ] |
| ミュージックステーションSUPER LIVE 2023 | 2023年12月22日 | テレビ朝日 | Boom Boom Back | [ 25 ] |
| 『第74回NHK紅白歌合戦』                 | 2023年12月31日 | NHK        | Boom Boom Back | [ 26 ] |

## 収録曲
| #         | タイトル           | 作詞・作曲                                             | 時間 |
| --------- | ------------------ | ------------------------------------------------------ | ---- |
| 1.        | 「Boom Boom Back」 | Grant Boutin、Will Jay、Luke Shipstad、3onawav, SKY-HI | 3:29 |
| 合計時間: | 合計時間:          | 合計時間:                                              | 3:29 |

## タイアップ
- 日本テレビ系『それって!?実際どうなの課』3月エンディングテーマ
- 日本テレビ系『スッキリ』3月エンディングテーマ